# Třída Sunfish
Třída Sunfish byla třída torpédoborců Britského královského námořnictva. Celkem byly postaveny tři jednotky této třídy. Ve službě byly v letech 1896–1920.
Třída Sunfish představovala jednu ze sedmnácti podtříd raných britských torpédoborců od různých výrobců, které jsou souhrnně označovány jako třída A. Torpédoborce třídy A neměly jednotný design, ale důraz byl u nich kladen na jednotnou rychlost (u prvních tří podtříd 26 uzlů a u zbývajících čtrnácti podtříd 27 uzlů). Třída Sunfish patřila do druhé skupiny označováné jako „27-knotters“.

## Stavba
Britská loděnice Hawthorn Leslie v Hebburnu postavila celkem tři jednotky této třídy. Na vodu byly spuštěny roku 1895 a do služby přijaty roku 1896.
Jednotky třídy Sunfish:
| Jméno       | Založení kýlu  | Spuštěn         | Vstup do služby | Osud                  |
| ----------- | -------------- | --------------- | --------------- | --------------------- |
| HMS Sunfish | 29. srpna 1894 | 28. května 1895 | únor 1896       | Prodán do šrotu 1920. |
| HMS Opposum | 17. září 1894  | 9. srpna 1895   | březen 1896     | Prodán do šrotu 1920. |
| HMS Ranger  | 17. září 1894  | 4. října 1895   | červen 1896     | Prodán do šrotu 1920. |

## Konstrukce

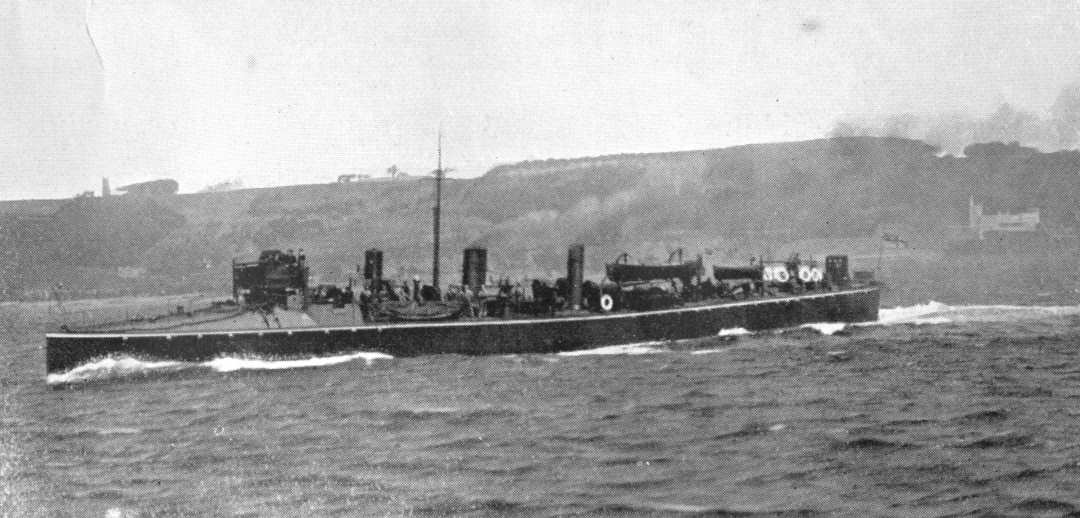
HMS Opposum

Výzbroj představoval jeden 76mm kanón, pět 57mm kanónů a dva jednohlavňové 457mm torpédomety se zásobou čtyř torpéd. Pohonný systém tvořilo osm kotlů Yarrow a dva tříválcové parní stroje s trojnásobnou expanzí o výkonu 4000 hp, roztáčející dva lodní šrouby. Spaliny odváděly tři komíny. Nejvyšší rychlost dosahovala 27 uzlů. Dosah byl 3000 námořních mil při rychlosti deset uzlů.